# New Smyrna Beach
New Smyrna Beach es una ciudad ubicada en el condado de Volusia en el estado estadounidense de Florida. En el censo de 2010 tenía una población de 22 464 habitantes y una densidad poblacional de 229,18 personas por km².

## Geografía
New Smyrna Beach se encuentra ubicada en las coordenadas 29°1′46″N 80°57′18″O / 29.02944, -80.95500. Según la Oficina del Censo de los Estados Unidos, New Smyrna Beach tiene una superficie total de 98.02 km², de la cual 89.72 km² corresponden a tierra firme y (8.46%) 8.29 km² es agua.

## Historia

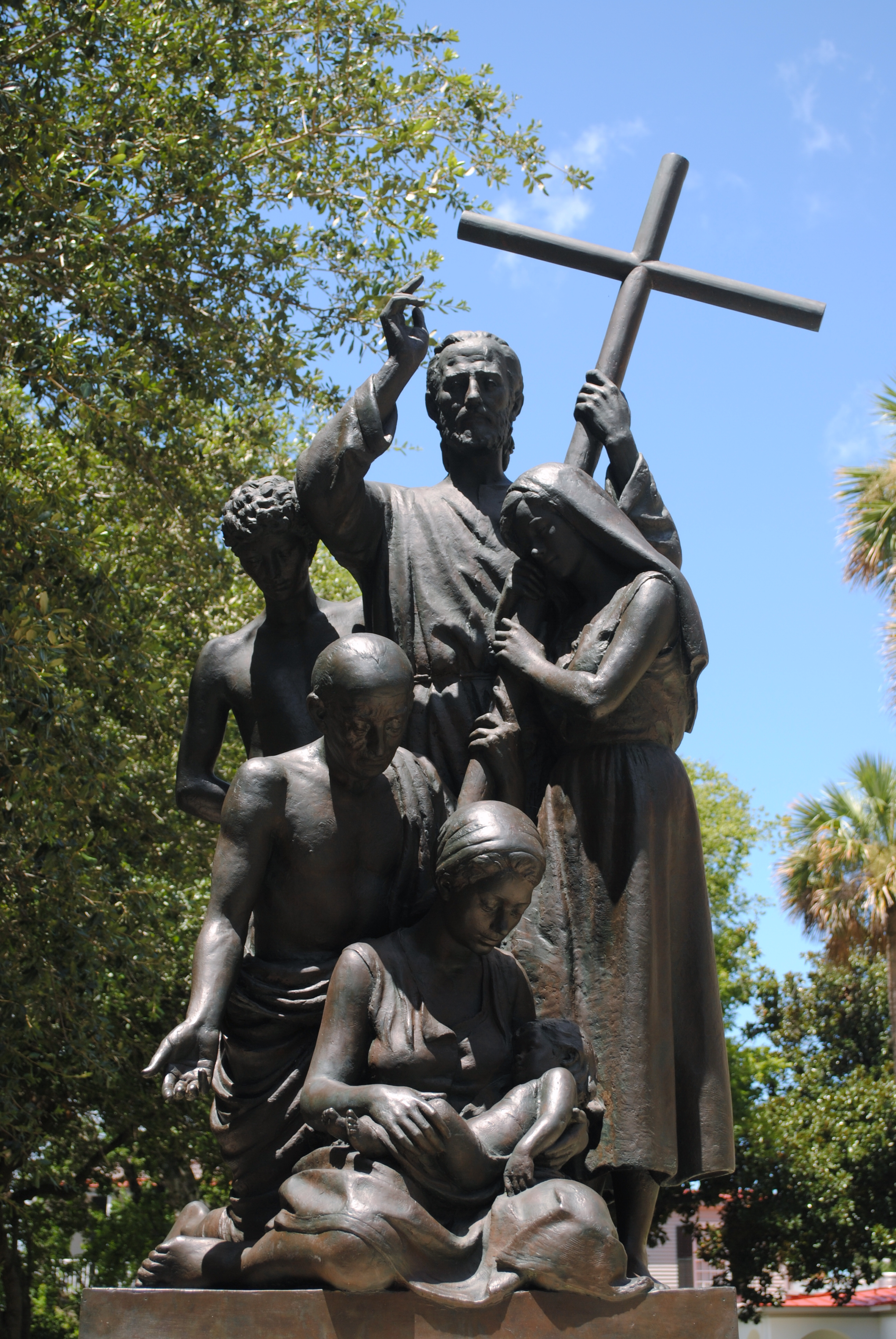
Cura Pere Camps, menorquín de la colonia de Nueva Esmirna (San Agustín, Florida)

El origen de la población se remonta a la colonia de Nueva Smyrna, establecida en 1768 en la época de la soberanía británica de Florida Oriental. Nueva Smyrna fue promovida por Andrew Turnbull, escocés establecido en Charleston, gracias a la obtención de una concesión de 40.000 hectáreas del gobernador James Grant. El nombre se debe a la ascendencia otomana de la mujer de Turnbull, cuya familia era originaria de Esmirna (actual Turquía). Sin embargo, finalmente la mayoría de los colonos fueron menorquines (actual España), estando entonces Menorca bajo soberanía británica. El número de colonos reclutados para la colonia, más de 1.400, no tenía precedentes en Norteamérica. Los cultivos principales fueron el añil, cáñamo y la caña de azúcar.
La adversidad del clima, enfermedades y el rechazo de los indígenas de la región supuso el declive de la colonia y una alta mortandad. El cura Pere Camps Janer denunció la precariedad de las condiciones de vida y finalmente en 1777 los 600 habitantes de Nueva Smyrna se asentaron en San Agustín, recorriendo la Kings Road o Camino del Rey. Testimonio de la presencia de los menorquines de Florida fue la capilla Menorquina (actual Casa Avero) de San Agustín.
Durante el siglo XIX tuvieron lugar en la región las guerras Semínolas entre los indígenas seminolas y los Estados Unidos.
Durante la guerra civil estadounidense, el 23 de marzo de 1862 el 3.er Regimiento de Infantería de Florida rechazó un intento de desembarco de la Armada de los EE. UU. El puerto fue bombardeado por cañoneros Unionistas. New Smyrna contaba con 150 habitantes en 1887. En 1892 se inauguró la estación del ferrocarill de Florida del Este (Florida East Coast Railway), lo que supuso el auge de la población y la economía. Los principales sectores económicos fueron la producción de cítricos, la pesca y el turismo. 
Durante la época de la prohibición se produjo el contrabando desde islas Bahamas. La anexión de la población de Coronado Beach dio lugar en 1947 a renombrar New Smyrna con su nombre actual de New Smyrna Beach.  
En la actualidad es una población turística. Al igual que San Agustín, a lo largo de su historia ha estado bajo cuatro banderas: la española, la británica, la de Estados Unidos y la confederada.

## Demografía
Según el censo de 2010, había 22.464 personas residiendo en New Smyrna Beach. La densidad de población era de 229,18 hab./km². De los 22.464 habitantes, New Smyrna Beach estaba compuesto por el 90.84% blancos, el 5.89% eran afroamericanos, el 0.29% eran amerindios, el 1.12% eran asiáticos, el 0% eran isleños del Pacífico, el 0.46% eran de otras razas y el 1.39% pertenecían a dos o más razas. Del total de la población el 2.81% eran hispanos o latinos de cualquier raza.

## Tiburones
New Smyrna Beach es el lugar del mundo donde más ataques de tiburones se producen. Tanto es así que se dice que cualquiera que haya nadado en sus Playas ha estado a menos de tres metros de distancia de uno.